# Subprefectura de Penha
La subprefectura de Penha es una de las 32 subprefecturas de la ciudad de São Paulo, siendo regida por la Ley Nº 13,999 del 1 de agosto del 2002.
Está conformada por cuatro distritos: Penha, Cangaíba, Vila Matilde y Artur Alvim que sumados representan un área de 42.8 kilómetros cuadrados y una población de 472,247 habitantes.